# Коронационный сборник 14 мая 1896 года
Коронационный сборник 14 мая 1896 года (надпись на обложке: «Коронованы въ Москвѣ. 14 мая 1896 года») — библиографическое название вышедших в свет в 1899 году 2-х богато иллюстрированных томов, содержащих обзор коронаций всех российских монархов, детальное описание коронования императора Николая II и императрицы Александры Феодоровны, а также правительственные и иные документы в связи с коронационными торжествами.

## Содержание и оформление
«Коронационный сборник» (Коронационный сборник 14 мая 1896 года: С соизволения Его Императорского Величества Государя Императора: в 2 т. — СПб, 1899) впервые вышел в свет в Санкт-Петербурге в 1899 году под редакцией известного петербургского писателя и общественного деятеля В. С. Кривенко.
В первом томе издания содержится подробная история традиции венчания на царство и обзор коронаций всех российских монархов. Во второй том альбома вошло подробное и богато иллюстрированное описание коронации императора Николая II и его супруги. Кроме самой церемонии коронования, пристальное внимание уделено и всем праздничным торжествам с участием венценосной четы.
Издание сопровождают многочисленные дополнительные материалы: копии манифестов, указов, программы мероприятий, списки прибывших в Москву для участия в празднестве гостей и даже полное меню на все дни торжеств. Сборник содержит многочисленный изобразительный материал: фотографии гостей, фототипии со старинных гравюр и рукописей, воспроизведенных с оригиналов А. Бенуа, В. Васнецова, В. Маковского, И. Репина, В. Серова и других. Декоративное оформление заглавных букв и концовок выполнено художником Н. Самокишем, им же был исполнен эскиз составного издательского переплета.
Роскошный коронационный альбом был представлен на Международной выставке печатного дела и графики, проходившей в 1914 году в Лейпциге. При подборе экспонатов особенное внимание уделялось художественной стороне издания; коронационный альбом стал шедевром российского книжного искусства.

## Галерея

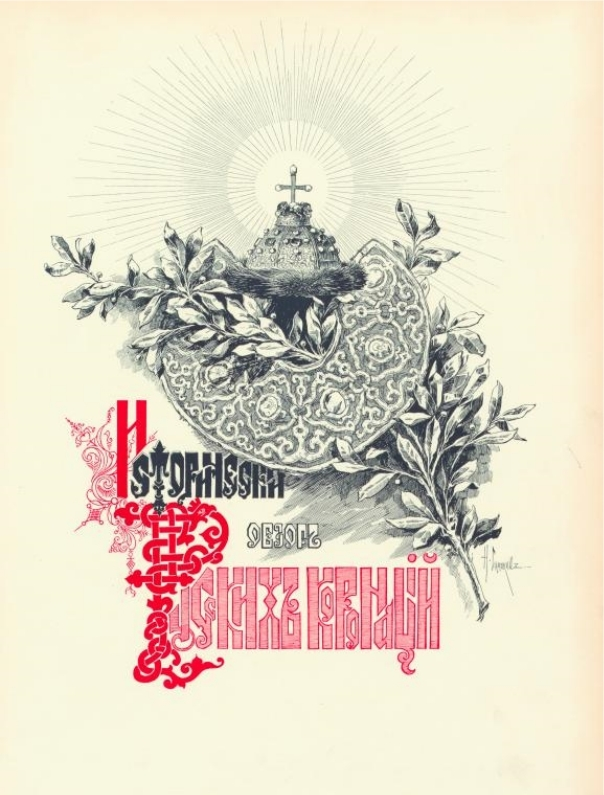
Заглавие первой главы
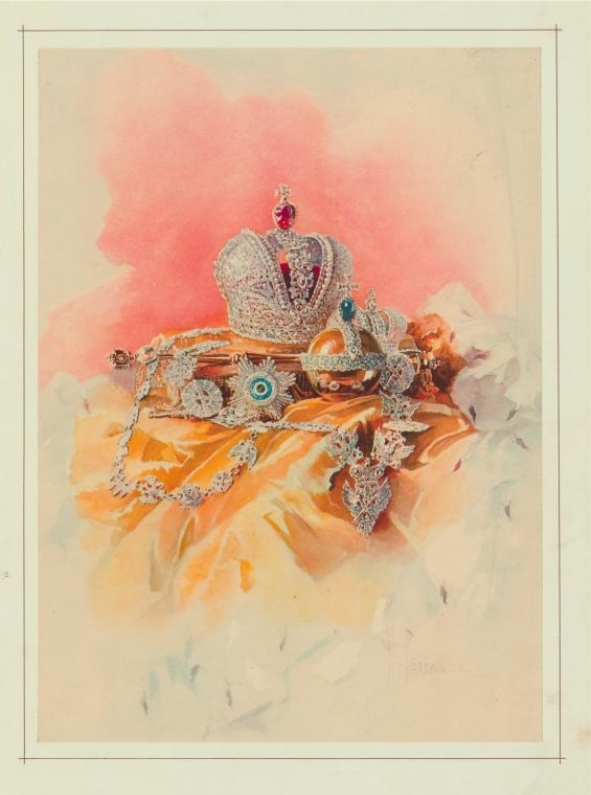
Императорские регалии
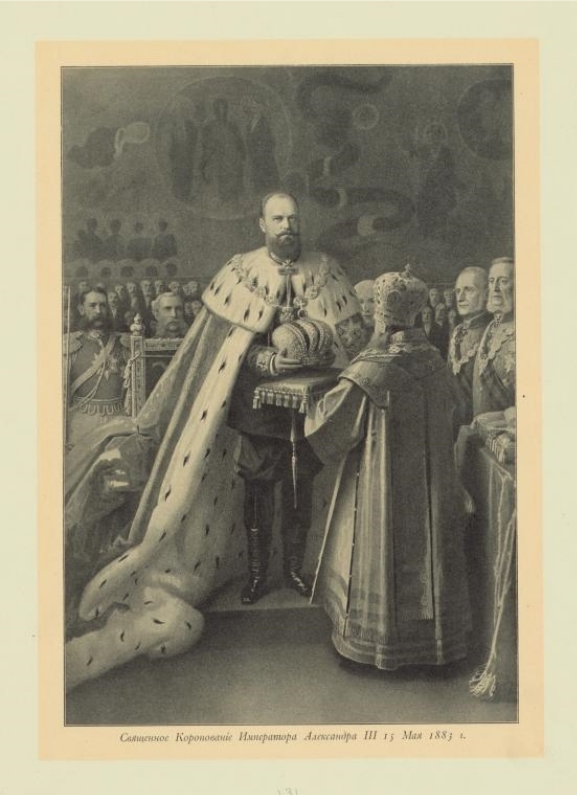
Коронование Александра III
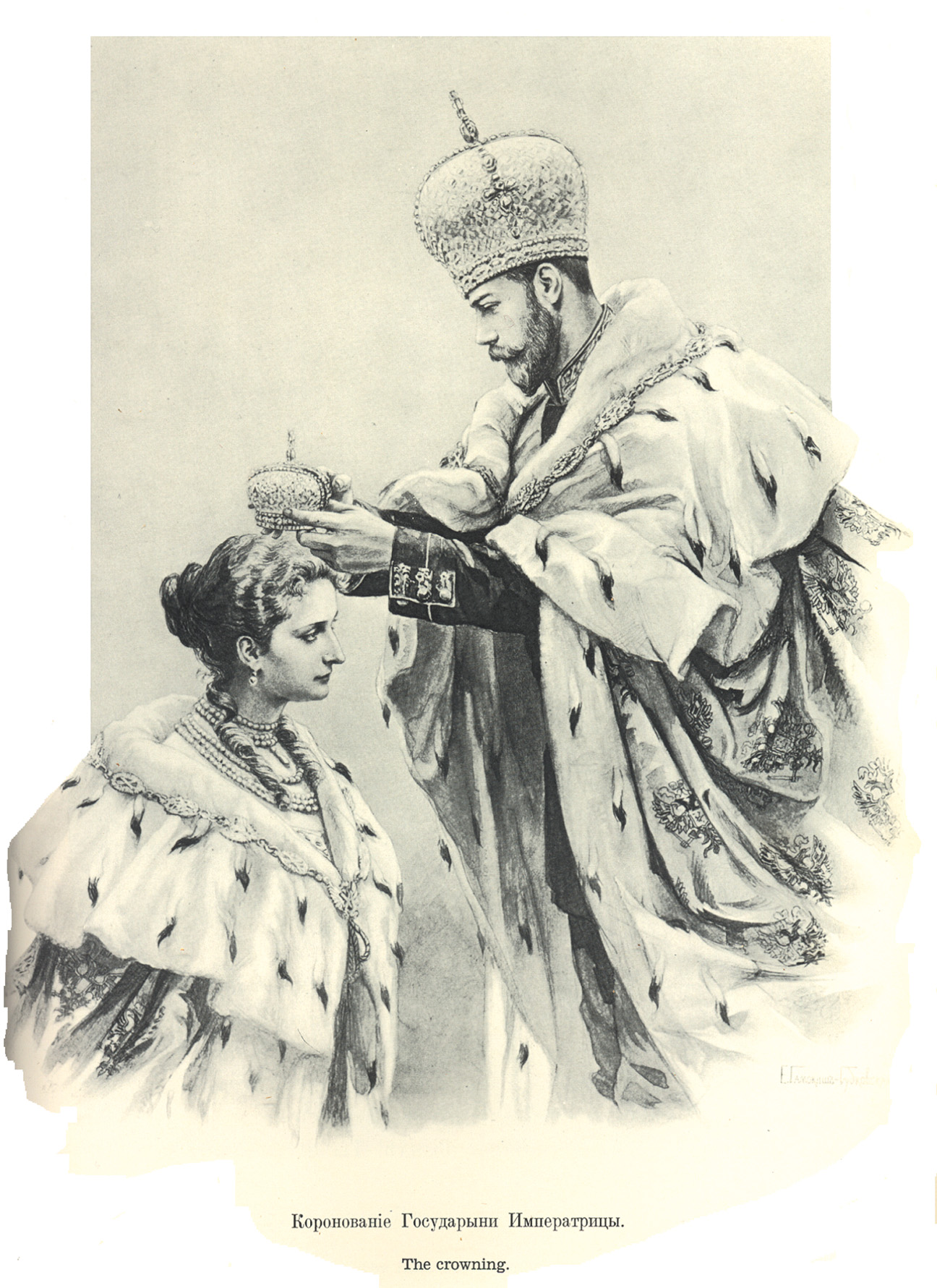
Коронование
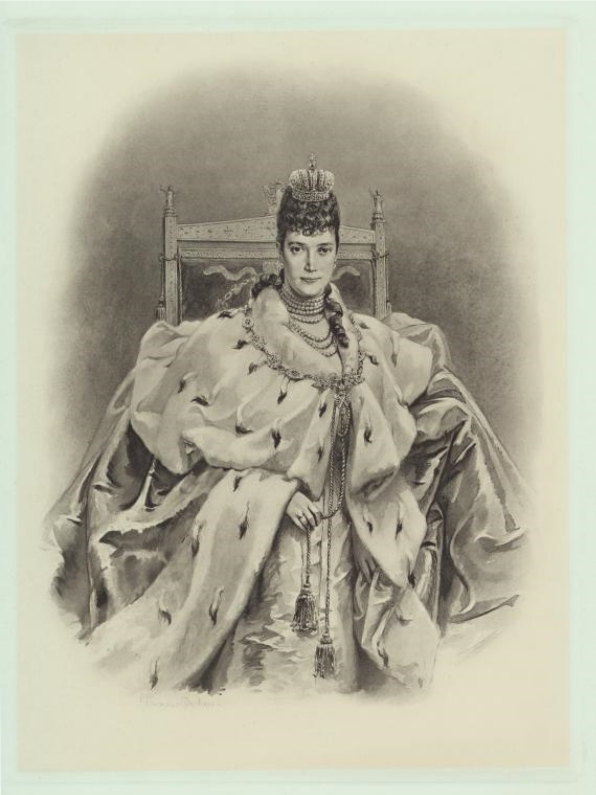
Царица
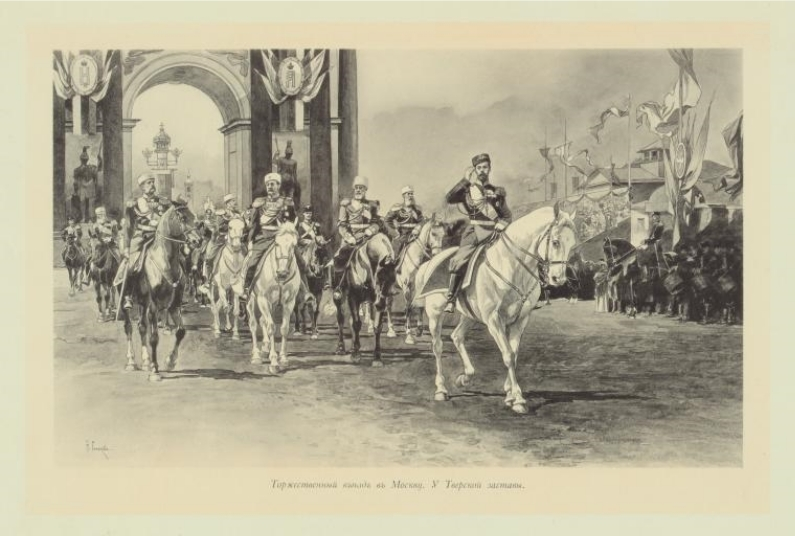
Въезд в Москву, Тверская застава
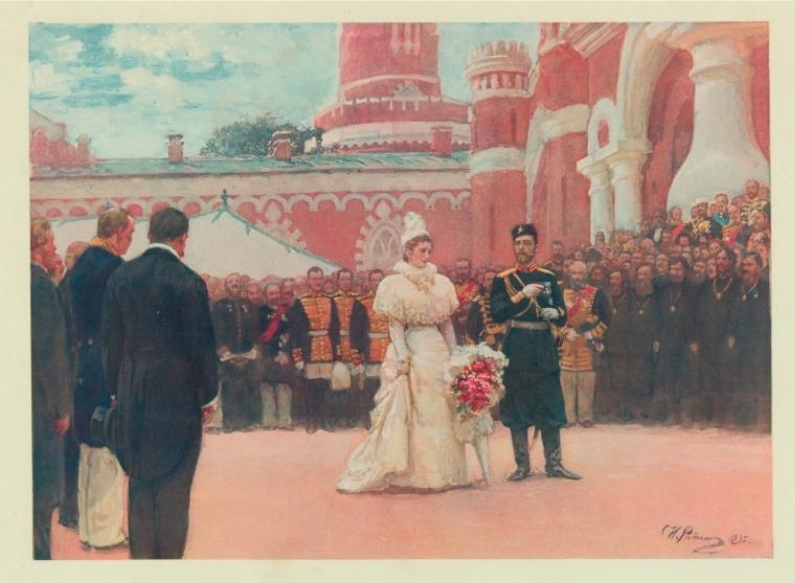
Петровский дворец
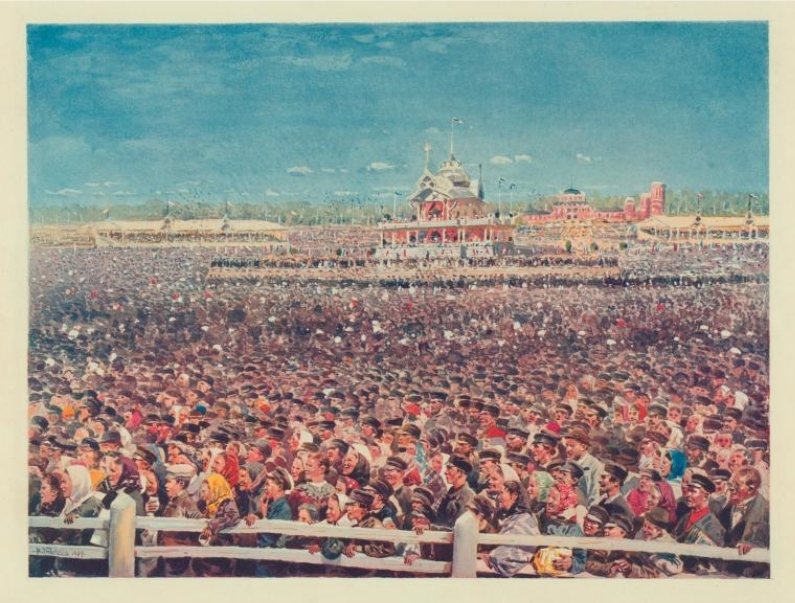
Ходынское поле
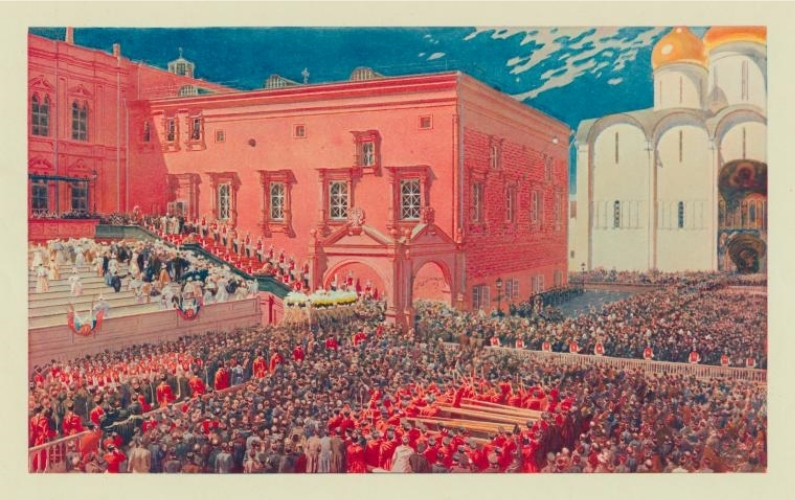
Красное крыльцо
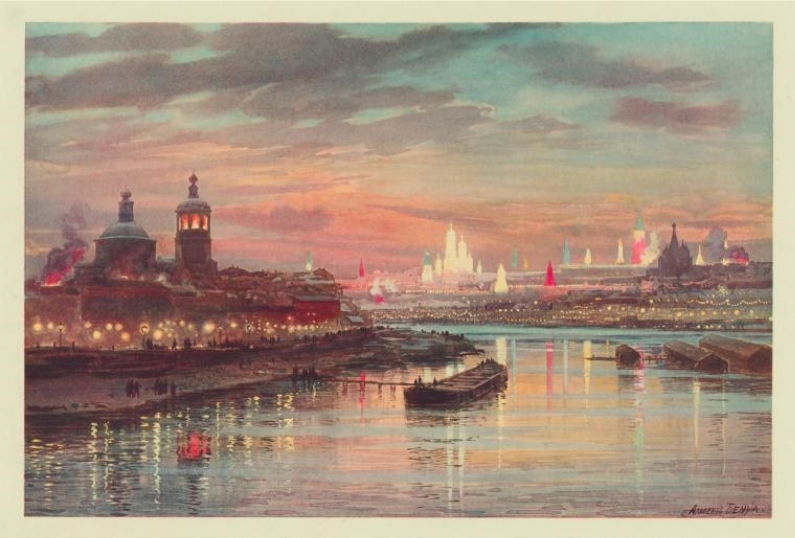
Иллюминация в Москве
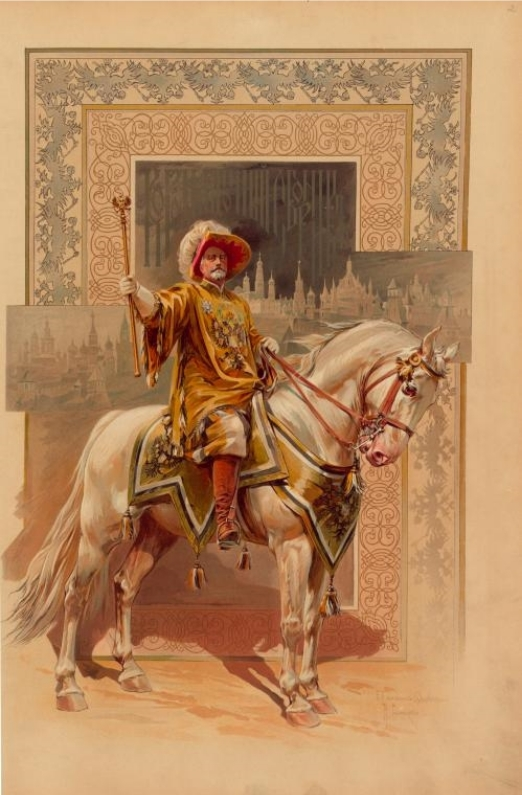
Титульный лист
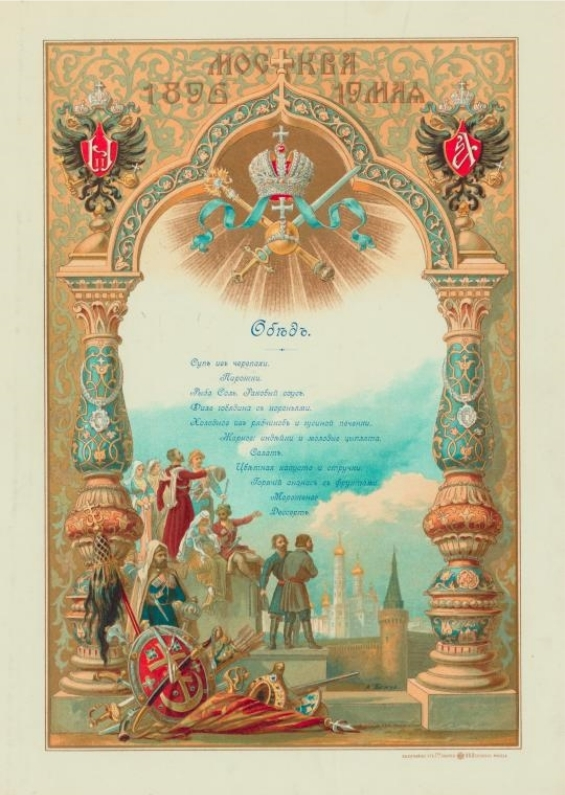
Обеденное меню
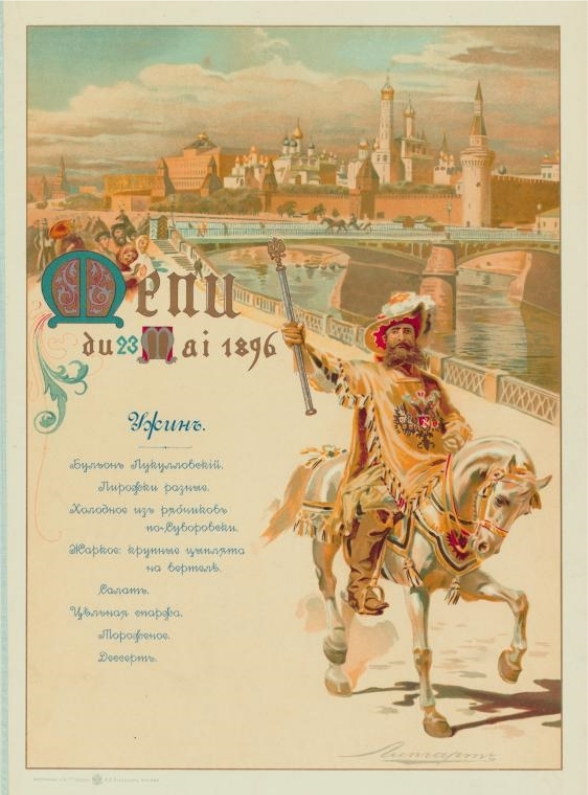
Меню на ужин
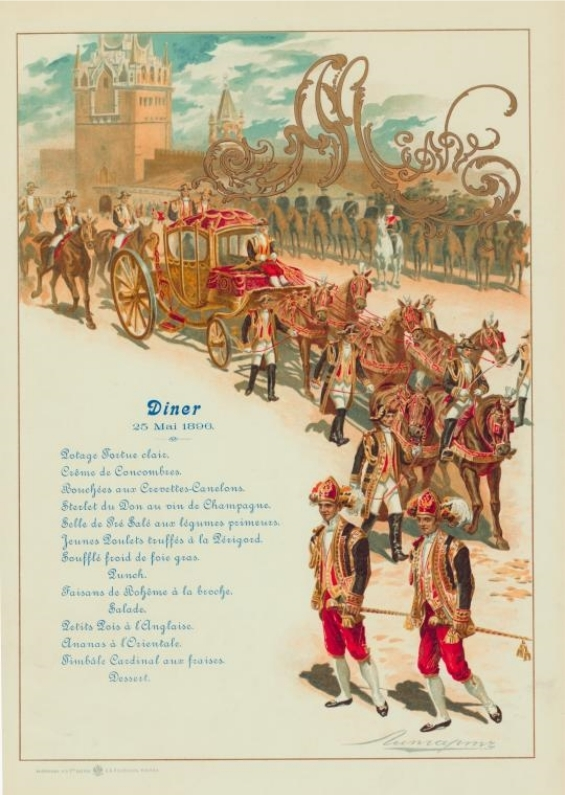
Меню на французском
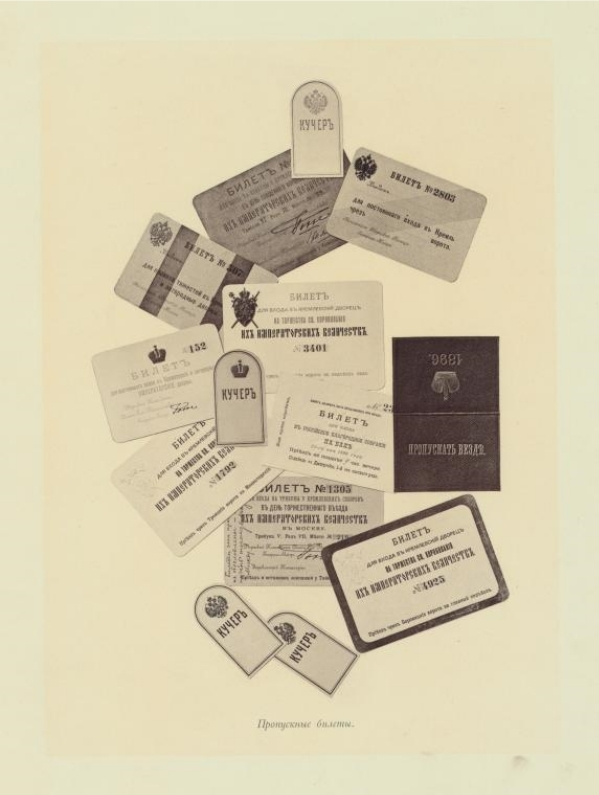
Билеты